# ملورن ولز
ملورن ولز (به انگلیسی: Malvern Wells) یک روستا و محله مدنی در بریتانیا است که در Malvern Hills واقع شده‌است. ملورن ولز ۳٬۱۹۶ نفر جمعیت دارد.